# Новара-ді-Сицилія
Новара-ді-Сицилія (італ. Novara di Sicilia, сиц. Nuvara) — муніципалітет в Італії, у регіоні Сицилія,  метрополійне місто Мессіна.
Новара-ді-Сицилія розташована на відстані близько 490 км на південний схід від Рима, 160 км на схід від Палермо, 45 км на південний захід від Мессіни.
Населення — 1378 осіб (2014).
Щорічний фестиваль відбувається 15/16 серпня. Покровитель — Maria Santissima Assunta, S. Ugo Abate.

## Демографія
Населення за роками:

Станом на 1 січня 2023 року в муніципалітеті офіційно проживало 85 іноземців з 10 країн, серед них 44 громадяни країн Євросоюзу.

## Сусідні муніципалітети
- Фондакеллі-Фантіна
- Франкавілла-ді-Сицилія
- Маццарра-Сант'Андреа
- Роді-Мілічі
- Трипі